# آدم دماچی
آدم دماچی (انگلیسی: Adem Demaçi)؛ (زادهٔ: ۲۶ فوریهٔ ۱۹۳۶ – درگذشته: ۲۶ ژوئیهٔ ۲۰۱۸) نویسنده، سیاستمدار اهل کوزوو و آلبانی بود. وی بین سال‌های ۱۹۵۰ تا ۲۰۱۷ میلادی فعالیت می‌کرد و از مدافعان برجسته حقوق بشر بود.
وی همچنین برندهٔ جوایزی همچون جایزه ساخاروف شده‌است.

## زندگی‌نامه
دماچی تحصیلات خود را در رشته ادبیات، حقوق و آموزش در پریشتینا پایتخت کوزوو، بلگراد و اسکوپیه به اتمام رساند. در ۱۹۵۰ چند داستان کوتاه را در یک مجله اجتماعی به نام (جتاره) «زندگی جدید» منتشر کرد و در ۱۹۵۸ رمان (Gjarpijt e gjakut) «مارهای خونی» که به انتقام‌جویی قومی در آلبانی و کوزوو می‌پردازد را منتشر کرد که باعث شهرت ادبی وی شد.
دماچی اولین بار در یوگسلاوی سابق در زمان حکومت یوسیپ بروز تیتو (مارشال تتیو) به‌عنوان یک مخالف ناسیونالیست آلبانیایی با دولت اقتدارگرا دستگیر شد و سه سال را در زندان سپری کرد. وی بار دیگر سال‌های ۱۹۶۴ تا ۱۹۷۴ و ۱۹۷۵ تا ۱۹۹۰ را در زندان گذراند و در سال ۱۹۹۱ از زندان آزاد گردید. پس از آزادی از زندان از وی تقدیر شد و نشان قهرمانی کوزوو به وی اهدا گردید.
همسر دماچی کوزوو را قبل از جنگ ترک کرده بود. او در جریان جنگ کوزوو در پریشتینا همراه با خواهر هفتاد ساله‌اش زندگی کرد.

## فعالیتهای سیاسی
پس از آزادی از زندان دماچی سمت ریاست شورای دفاع از حقوق بشر و آزادی مردم کوزوو را از ۱۹۹۱ تا ۱۹۹۵ برعهده گرفت. او همچنین از سال ۱۹۹۱ تا ۱۹۹۳ سردبیری مجله (آمریکایی- آلبانیایی) زری پریشتینا را برعهده داشت. دماچی در سال ۱۹۹۱ موفق به دریافت جایزه ساخاروف برای آزادی اندیشه از پارلمان اروپا شد.
در سال ۱۹۹۳ او پیشنهاد تشکیل کنفدراسیونی متشکل از کشورهای کوزوو، مونته‌نگرو و صربستان که بعداً به کشور بالکانیا در «بالکان» شناخته شد را مطرح کرد.
در سال ۱۹۹۶ دماچی به جای بایرام کویزومی ریاست حزب پارلمانی کوزوو را برعهده گرفت و کویزومی معاون او شد. دماچی با پروسه زندان خود در میان مردم کوزوو اعتبار کسب کرد اما جناح راست به بی‌عملی او در دوران رهبری‌اش در حزب انتقاد کرد.
دو سال بعد دماچی به ارتش آزادیبخش کوزوو پیوست و ریاست حزب خود را در آن نمایندگی می‌کرد و در راس بال سیاسی ارتش قرار گرفت و سخنگوی گروه چریکی در جنگ کوزوو شد. او در ۱۹۹۸ در مصاحبه‌ای با نیویورک تایمز از محکوم کردن ارتش آزادی‌بخش کوزوو به خاطر استفاده از خشونت اجتناب کرد و تصریح نمود: «برای ما راهی جز به‌کارگیری خشونت نمانده، مردمی که زیر این حد از سرکوب قرار گرفته باشند حق دارند تا به مقاومت از خود بپردازند». در سال ۱۹۹۹ به‌دنبال برگزاری گفتگوهای صلح ارتش آزادی‌بخش کوزوو در فرانسه، او از ارتش استعفا داد و پیشنهاد معامله بدون تضمین گرفتن اعلان استقلال کوزوو را مورد انتقاد قرار داد. او از ابراهیم روگوا و سایر رهبران آلبانیایی که از رویارویی فرار کرده بودند انتقاد کرد و خاطر نشان ساخت که آن‌ها یک رویداد مهم تاریخی را از دست داده‌اند.
سربازان یوگسلاوی دماچی را دو بار دستگیر کردند، اما برخوردشان با او بسیار انسانی بود. پس از جنگ، دماچی تا ژانویه سال ۲۰۰۴ به عنوان مدیر رادیو و تلویزیون کوزوو خدمت کرد. وی همچنان در سیاست فعالیت داشت، او به آلبین کورتی، رئیس جنبش ملی‌گرای «خودمختاری» وابستگی داشت.

## مرگ
دماچی در سن ۸۲ سالگی در ۲۶ ژوئیه ۲۰۱۸ در شهر پریشتینا کوزوو درگذشت.

## واکنش‌ها
- نمایندگان پارلمان کوزوو به نشانه احترام یک دقیقه سکوت کردند.[۷]
- رئیس‌جمهور کوزوو هاشم تاچی درگذشت دماچی را تسلیت گفت و وی را به عنوان سمبل مقاومت کوزوو توصیف کرد. تاچی نوشت، «وی همواره در مقابل هر چالشی فناناپذیر و سرکش بود. آدم تمام زندگی خود را به کوزوو اختصاص داد و ما همیشه وی را به‌عنوان راهنما و صدای وجدان عمومی به یاد خواهیم آورد.»[۷]
- رهبران سیاسی آلبانی نیز پیامهای تسلیت خود را ارائه کردند. رئیس‌جمهور آلبانی ایلیر متا در رابطه با درگذشت آدم دماچی، شاخص مقاومت آلبانی در جنگ جهانی دوم، غم و اندوه عمیق خود را ابراز داشت.[۷]
- نخست‌وزیر آلبانی ادی راما در پیام خود اظهار داشت که «با درگذشت آدم دماچی، تاریخچه خارق‌العاده یک شورشی نایاب آلبانیایی بسته می‌شود: بهترین نوع آلبانیایی، ویژه‌ترین نوع انسان، دوستی با بهترین ویژگی‌ها.»[۷]
- رهبر حزب دمکرات لولزیم باشا هم با خانواده دماچی و مردم کوزوو ابراز همدردی کرد و نوشت، «ماندلا کوزوو همیشه در خاطره ملتی که با قدردانی عمیق در مقابل فداکاری و کمک جاودانه وی به کوزوو تعظیم می‌کنند، باقی خواهد ماند.»[۷]